# Újhartyán
Újhartyán  (németül: Hartian) város Pest vármegyében, a Dabasi járásban, a budapesti agglomerációban.

## Fekvése
Dabastól északkeletre, az M5-ös autópálya közelében található. A legközelebbi települések: északnyugatra Kakucs, északkeletre pedig Újlengyel. Budapest központjának távolsága 43 kilométer közúton. Újhartyán Duna–Tisza közi homokhátságon, a Kiskunsági-homokhát északi széle és a Pilis–Alpári-homokhát találkozásánál helyezkedik el. Területén a Duna–Tisza közi homokhátságra és a Pesti-síkságra jellemző adottságok váltakoznak.

## Megközelítése
Az M5-ös autópálya átadása meglehetősen egyszerűvé tette minden irányból Újhartyán megközelítését, a sztráda ugyanis alig pár száz méterre halad el a település belterületének északkeleti szélétől, az itt kialakított csomópont pedig talán annál is közelebb esik a legkeletibb fekvésű újhartyáni lakóházakhoz. A csomópontot a Pilis–Dabas közt húzódó 4606-os út keresztezésénél alakították ki, ezen az úton pedig elérhető Újhartyán a két végponti település, illetve a 4-es és 5-ös főutak irányából is. Az utóbbi években elkészült egy tehermentesítő út az autópálya-csomópont és Albertirsa között is, azóta Újhartyán ezen a 405-ös számozású úton kényelmesen elérhető Szolnok térségéből és az M4-es autóútról is.
A település központján a 46 108-as számú mellékút halad végig, ez köti össze Kakucson és Inárcson keresztül Dabassal, Hernáddal pedig a 46 109-es út kapcsolja össze (mindkettő kivezet az 5-ös főútra is, szélesítve a település elérési lehetőségeit). Mindezeken felül egy rövid szakaszon érinti a kisváros területét az ősi nagykőrösi marhahajtó országút is, ami ma is állami közútnak minősül, 4601-es számozással, de Újhartyán lakott részeit messze elkerüli, ráadásul teljes itteni szakasza burkolatlan földút, tehát a település megközelítésében egészen minimális a szerepe.

## Története

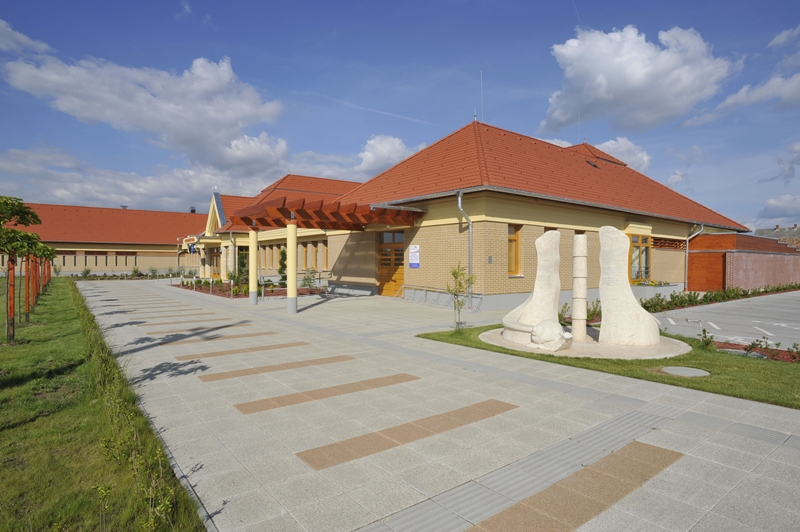
Óvoda

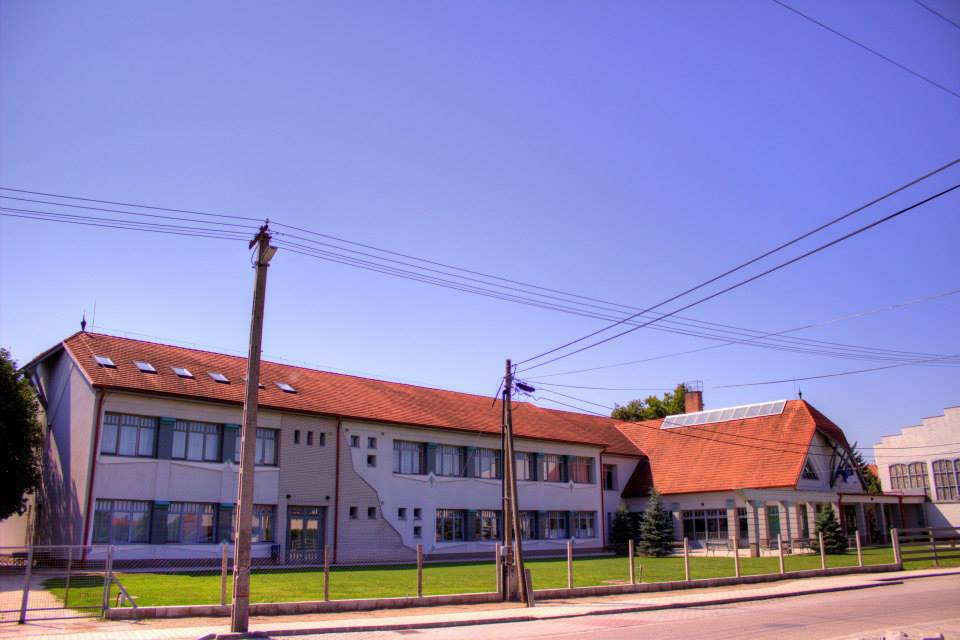
Iskola

Az emberi élet megtelepedése számára már évezredekkel ezelőtt kedvező feltételeket teremtettek a vidék mainál nedvesebb tájának vízközeli homokbuckái. A település határában talált szórványos kerámiatöredék leletek szerint a középső bronzkori Vatya-kultúra népe volt az első, melynek itteni megtelepedése bizonyítható. A sokáig Újhartyánhoz, ma Újlengyelhez tartozó  Vatyapusztán az 1900-as évek elején tárták fel az egykor itt élt nép urnatemetőit, egymásra rétegződő lakótelepeik telljét pedig a falutól néhány kilométerrel északra fekvő, kakucsi Balla-dombon.
A település ókori régészeti hagyatékát a lakott falutól nyugatra, kb. 1,1 km-re, a dabasi út környékén előkerült kelta edények képezik. A határ e részén, majd a Kántorföldek homokbányája környékén az 1970-es évek körül szarmata sírok és telepek maradványait tárták fel. A faluból származik annak a feltehetően 333 körül a lovával és gazdag fegyvermellékletekkel eltemetett germán harcosnak a sírja is, melyet általában a vandálok régészeti hagyatékához sorolnak.
1995-ben, az autópálya fizető kapujának építésekor itt végzett földmunkáknál előkerült, és a nagykőrösi múzeum szakemberei által feltárt leletek, a gondosan körülárkolt lakóházmaradványok egy része szarmata, más része 10-13. századi magyar falu emlékei közé tartozik, amely település a mai lakott terület délkeleti részén lehetett. E falu valószínűleg a tatárjárás idején semmisülhetett meg, több adat azonban nem maradt fenn róla.
Az Újhartyán helyén létezett egykori "Hartyán" a Besenyőhöz tartozó puszták helyén alakult ki. Ezt a Péceli Ajtóntartó Andrástól elkobzott birtokot a bugyi Sándor családba nősülő, Hartyáni András királyi apródként szolgáló fiai, Zsigmond és Albert 1409-ben nyerték el Zsigmond királytól. Az ezt követően itt megjelenő Hartyán nevű helyek hozzájuk köthetők.
A 15. században Hartyán a kisebb, templom nélküli falvak közé tartozott. A környező falvak nemeseivel szerteágazó rokoni kapcsolatokba kerülő Hartyániak gyakori szereplői voltak a környék határvitáinak. Kései megtelepedésükkel összefüggésben birtokaik nem aprózódtak el a másokéhoz hasonlóan, ami lehetővé tette gyermekeik taníttatását. Birtokaik a török berendezkedést követően sem hagyták el. A török időkben, az itteni családok megtalálhatók a töröknek adózók között a hartyáni defterekben is. 1541-1590 között a töröknek adózó családok száma 5-ről 20-ra emelkedett, tehát a falu megérezte, de gyorsan ki is heverte a háború hatásait.
Hartyán az Alsónémedi-Kecskemét közötti falvakkal együtt a tizenöt éves háború hadműveletei alatt pusztult el. Erről Hartyáni János alispán a szepesi kamarának 1597-ben küldött jelentéséből maradtak fenn adatok. A település életben maradt birtokosai a felvidéki végvárakban kerestek menedéket, elpusztult birtokaikat pedig a mezővárosoknak árendálták el legelőnek. Hartyáni János 1644-ben minden környékbeli birtokát eladta, a század végére az egész birtok a Rádayaké lett. Gróf Ráday Pál birtokában 1731-ig volt a 4109 holdnyi Pusztahartyán földje, ekkor 1900 forintért eladta Grassalkovich Antalnak, aki a déli pusztákon 1764-ig külterjes állattartást folytatott, majd ekkor telepes falu létesítésére adott ki hirdetményt, majd néhány év alatt úrbéres faluvá fejlesztette a birtokot. 1772-től az újratelepült falura utal nevében az Új előtag. A jobbágytoborzás főleg Németországban járt sikerrel.
Scheiling Péter Az újhartyáni német telepítés a belső migráció tükrében című kutatása szerint a községet benépesítő németek többségükben a mai Bajorország svábok által lakott körzetéből (Regierungsbezirk Schwaben), főként Donau-Ries, illetve Dillingen régióból: a Duna mentén elhelyezkedő Gremheim, Blindheim, Tapfheim (stb.) községekből először Dunaharasztiba, Taksonyba, Soroksárra  érkeztek, majd egy generációval később települtek át – I. Grassalkovich Antal 1764. február 20-i betelepítési hirdetményének hatására – Újhartyánba, tehát Újhartyán – szakirodalmi elnevezéssel élve – másodlagos település.
Újhartyán területe 1946-ban jelentősen csökkent, mivel területéből két új község alakult: Hernád és Újlengyel. (Ideiglenes elnevezésük kezdetben Alsóhernád, illetve Lengyelfalva volt.)
Az 1990-es években a község az autópálya közelségének köszönhetően jelentős gazdasági növekedést ért el. Megfigyelhető a német népi kultúra és a katolikus vallás újjászületése is.
A közigazgatási és igazságügyi miniszter javaslatára 2013. július 15. napján városi címet kapott.

## Közélete

### Polgármesterei
- 1990–1991: Sashegyi Mihály (független)[4]
- 1991–1994: Manger Henrik (független)
- 1994–1998: Manger Henrik (független)[5]
- 1998–2002: Manger Henrik (független)[6]
- 2002–2006: Manger Henrik (független)[7]
- 2006–2010: Schulcz József (független)[8]
- 2010–2014: Schulcz József (független)[9]
- 2014–2019: Schulcz József (Fidesz-KDNP)[10]
- 2019–2024: Schulcz József (Fidesz-KDNP)[11]
- 2024–2025: Schulcz József (Fidesz-KDNP)[12]
- 2025– : Surman Csaba (független)[1]

A településen 2025. július 6-án időközi polgármester-választást kellett tartani, mert az előző évben megválasztott településvezető 2025 tavaszán elhunyt.

## Kulturális élet

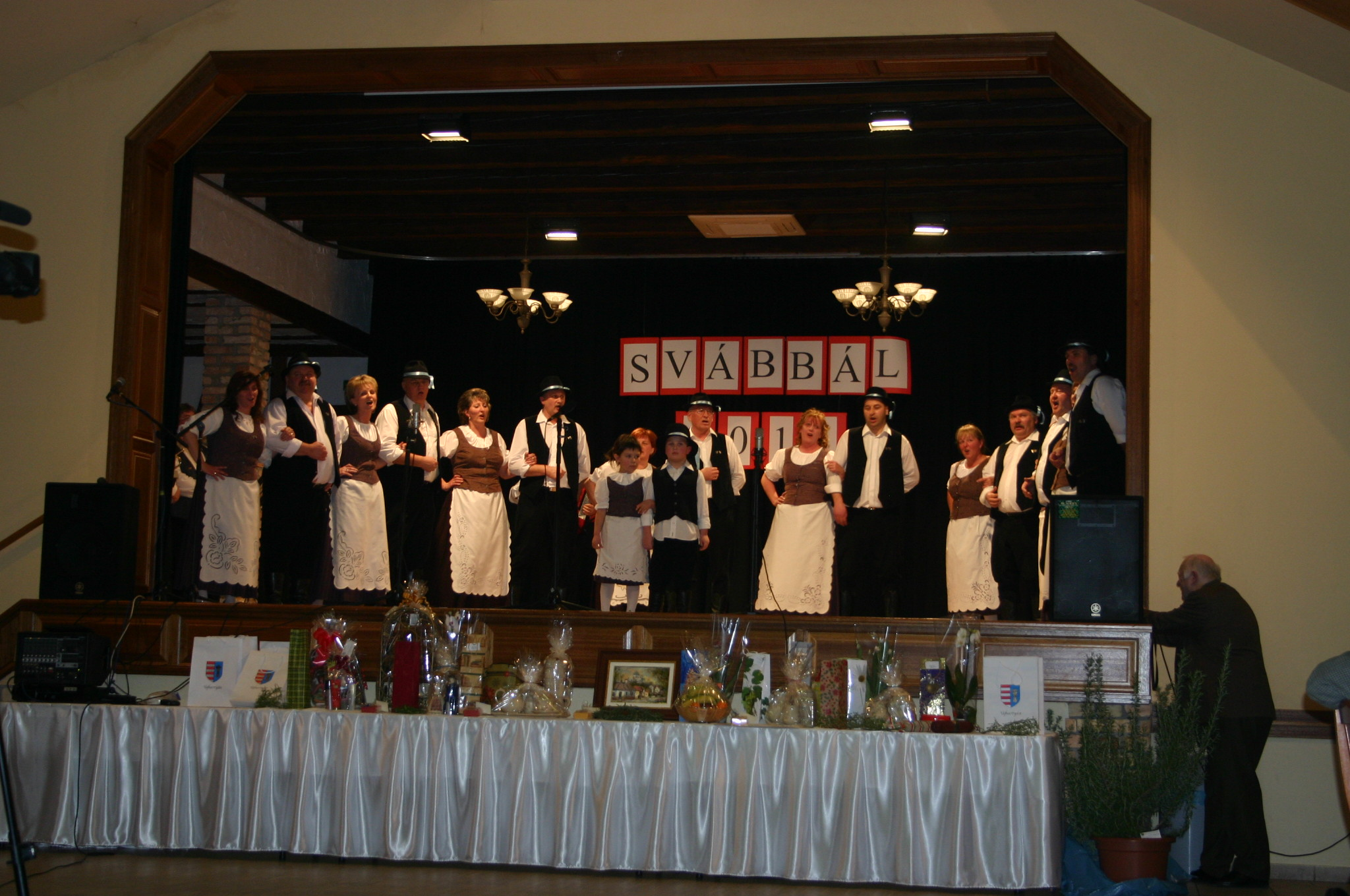
A helyi néptánccsoport

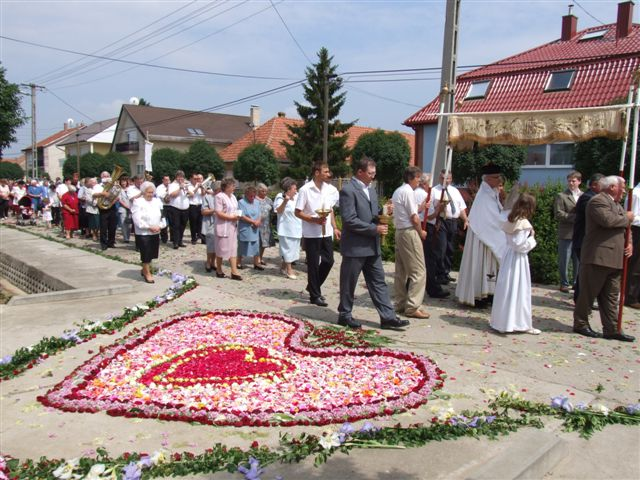
Úrnapi virágszőnyeg részlete

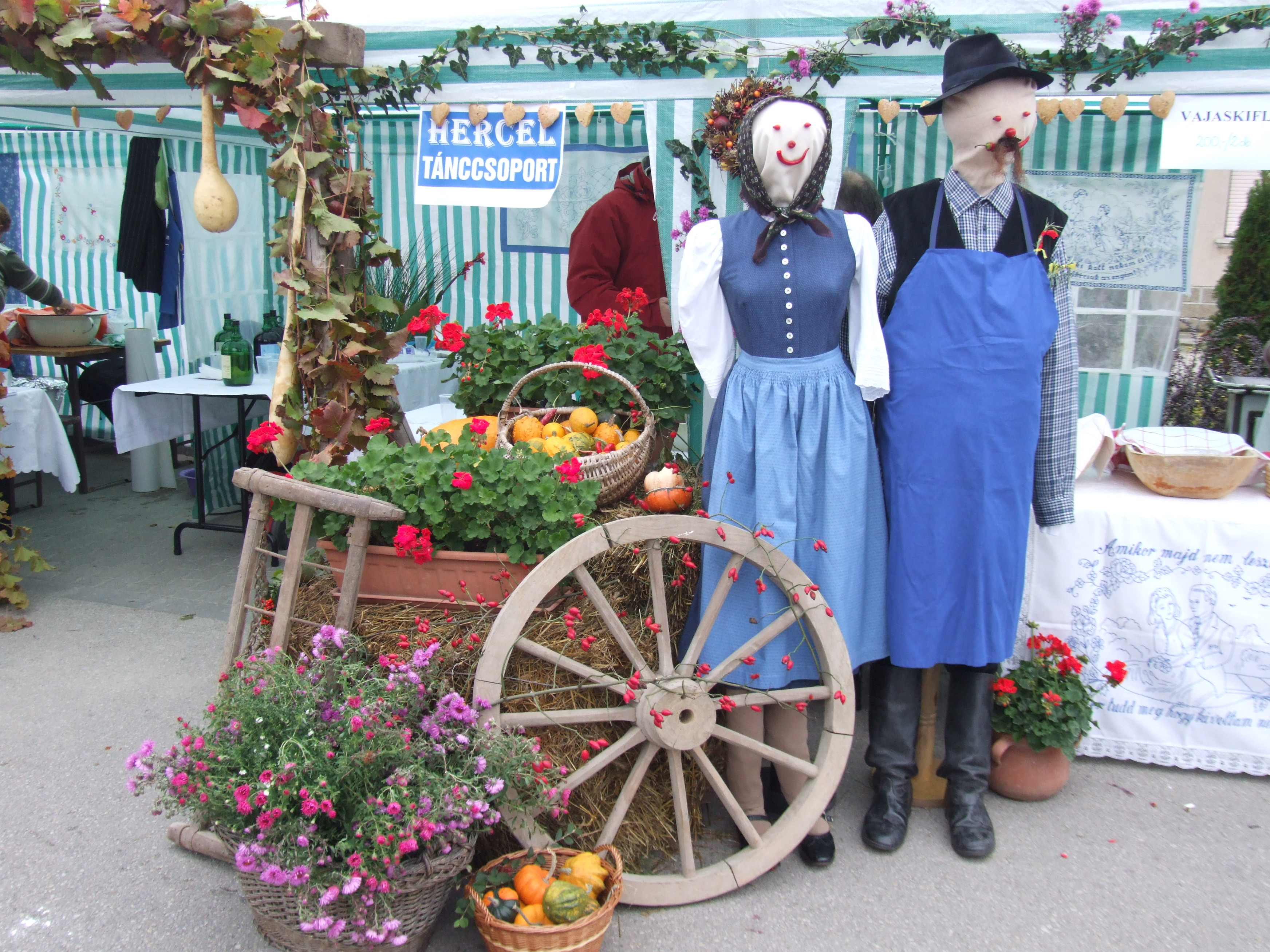
Sváb ruhákba öltöztetett, életnagyságú bábuk egy helyi rendezvényen

A település mindig is a sváb hagyományoknak megfelelően élt, német nemzetiségi kultúráját, szokásait a mai napig őrzi. Ez megnyilvánul az egyházi, vallási szokásokban, egyéb más ünnepekben, lakodalmakon is. Bár a német nyelvet mára csak a legidősebb korosztály beszéli, vagy csak érti, de „zenei anyanyelvük” megmaradt és azóta is használják azt. Fúvós zenekaraik, tánccsoportjaik működnek, melyek őrzik a múltat és kielégítik a jelenkor közösségteremtő-kulturális igényeit is. A helyi hagyományőrző kulturális csoportok rendszeresen vesznek részt német nemzetiségi rendezvényeken, a település maga is rendez hasonló találkozókat.

## Népesség
A település népességének változása:
| Lakosok száma | 2707 | 2721 | 2734 | 2780 | 2841 | 2832 | 2858 |
|               | 2013 | 2014 | 2018 | 2021 | 2022 | 2023 | 2024 |

A 2011-es népszámlálás során a lakosok 93,3%-a magyarnak, 40,1% németnek, 0,4% románnak, 0,5% szlováknak mondta magát (6,6% nem nyilatkozott; a kettős identitások miatt a végösszeg nagyobb lehet 100%-nál). A vallási megoszlás a következő volt: római katolikus 72,4%, református 4,1%, evangélikus 0,5%, görögkatolikus 0,4%, felekezeten kívüli 6,6% (14,6% nem nyilatkozott).
2022-ben a lakosság 90,4%-a vallotta magát magyarnak, 21,8% németnek, 0,8% cigánynak, 0,4% ukránnak, 0,2% románnak, 0,2% szlováknak, 0,1-0,1% lengyelnek, szerbnek és örménynek, 3,6% egyéb, nem hazai nemzetiségűnek (9,1% nem nyilatkozott; a kettős identitások miatt a végösszeg nagyobb lehet 100%-nál). Vallásuk szerint 52,1% volt római katolikus, 5,5% református, 0,8% evangélikus, 0,4% görög katolikus, 0,1% izraelita, 0,1% ortodox, 1% egyéb keresztény, 1,3% egyéb katolikus, 8,9% felekezeten kívüli (29,6% nem válaszolt).

## Nevezetességei

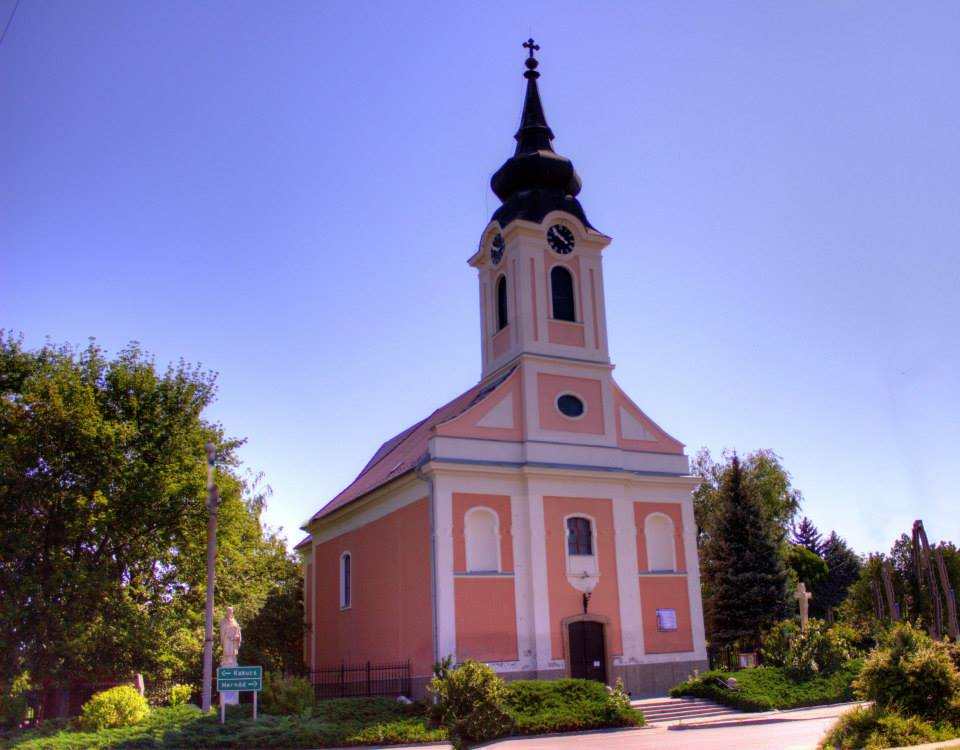
A Szent Borbála római katolikus templom (2013-as állapot; azóta átfestették)

- A Fő utcán található Újhartyán egyetlen műemlék épülete, az 1776-ban Szent Borbála nevére felszentelt római katolikus templom.
- A régi községháza, amely 1913-ban épült Szaller János bírósága idején.

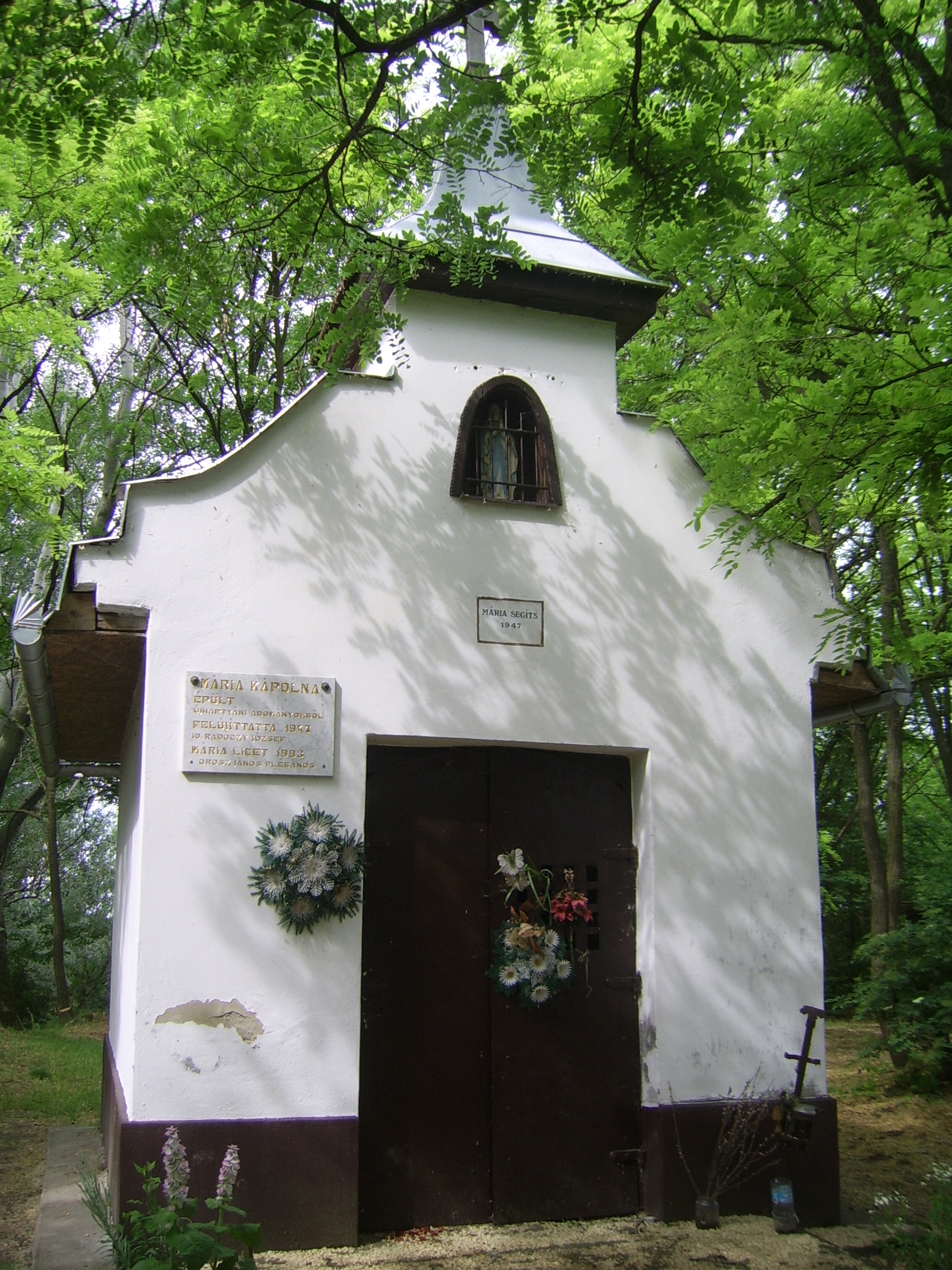

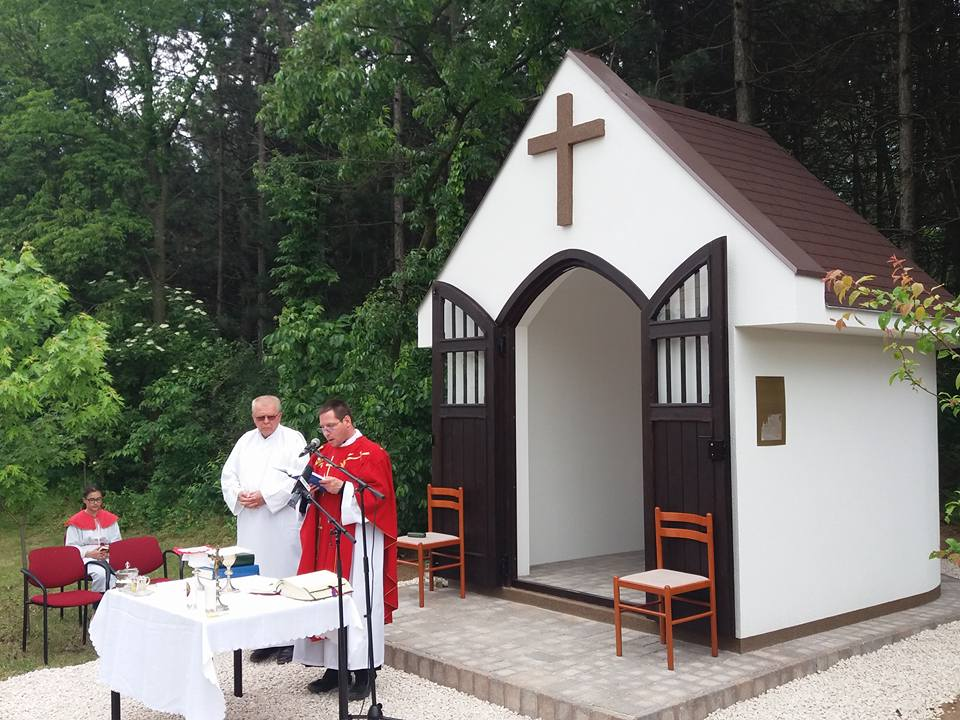
Az újjáépült Szent Orbán-kápolna

- Mária-kápolna, melyet az újhartyáni gazdák építettek a 19. század második felében, a település határának azon a részén, ahol a búzaföldek kezdődnek. A Mária tiszteletére szentelt kápolna áldozatul esett az 1944 őszén átvonuló frontnak, melynek során egy becsapódó bomba földig rombolta. A háború után 1947-ben romjaiból építette újjá a falu lakossága Krejcsi László építőmester szakmai irányításával. Az építkezéshez szükséges pénzösszeget Radóczy József gyűjtötte össze.

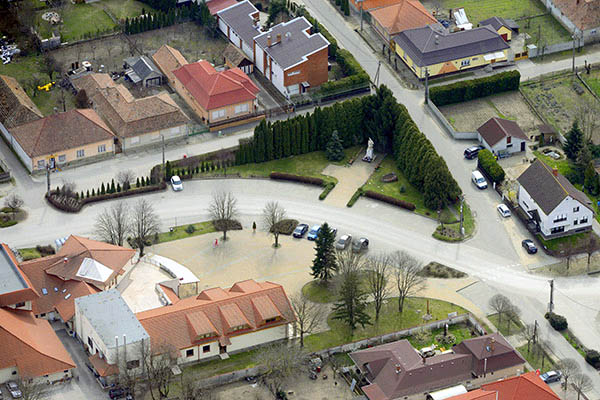
Újhartyán, Hősök tere (2016-os állapot, azóta némileg átalakult)

- Hősök szobra, a központtal szemben.

Már 1924-ben, egy akkor képviselő testületi ülésen szó esett arról, hogy Farkas Béla szobrász tervét fogadják el az I. világháború hősi halottainak emlékművön történő megörökítéséhez. Mégis több mint tíz év múlva, 1935-ben készült csak el a szobor. Az avatásra Habsburg József főherceget kérték fel, aki a felkérést el is fogadta. 1935 június 9-én, pünkösd vasárnapján avatták fel hatalmas tömeg részvételével. A nagy érdeklődést a 162 hősi halott iránt érzett őszinte tiszteleten túl maga az esemény váltotta ki. Hiszen szoborleleplezést még nem látott a dabasi járás, de élő herceget sem, pláne Habsburg-Lotaringiai házból való királyi herceget. A magas vendéget lovas bandérium fogadta a dabasi keresztnél, ahonnan kocsija lépésben – csendőrsorfal között – gördült be a faluba, közvetlenül a templom elé, a tiszteletére emelt díszkapu alatt. A főherceg kíséretével együtt a templomba ment, részt vett a szentmisén, majd a plébánián tett látogatást. 11 óra körül a hartyáni rezesbanda pattogó zenéjére frontharcos egyenruhában, acélsisakkal a fején, nyakában a Szent István-renddel, kezében marsallbottal vonult fel a dísztribünre a főherceg, és tört magyarsággal – olykor németül – elmondta avatóbeszédét és leleplezte a szobrot. A főhercegi aktus után Hümpfner János szavalt és a dalárda hazafias dalokat énekelt Romhányi Sándor tanító vezényletével.
- A település határában húzódó Pótharaszti erdő, az ott található – még fel nem tárt – Pusztatemplom
- A Vajkó környékén lévő pusztagyepek, erdős puszták, Akasztóhegy-dűlő környéke, ősborókás, Hernádi-pataki víztározó meder és környéke.

## A művészetekben
Túlnyomórészt Újhartyánon játszódik Kollár-Klemencz László Öreg Banda című családregénye (2021).

## Képgaléria

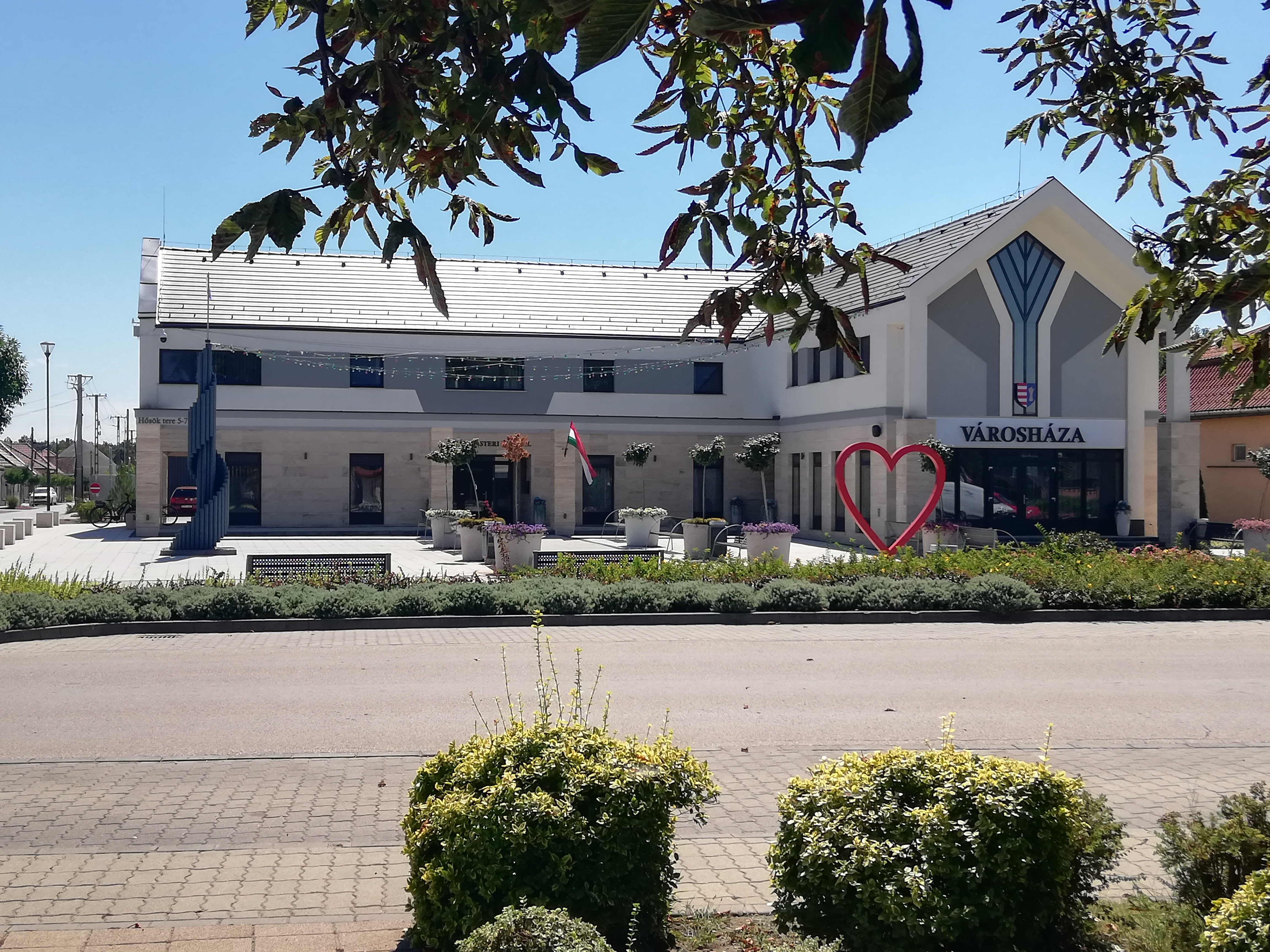
Városháza
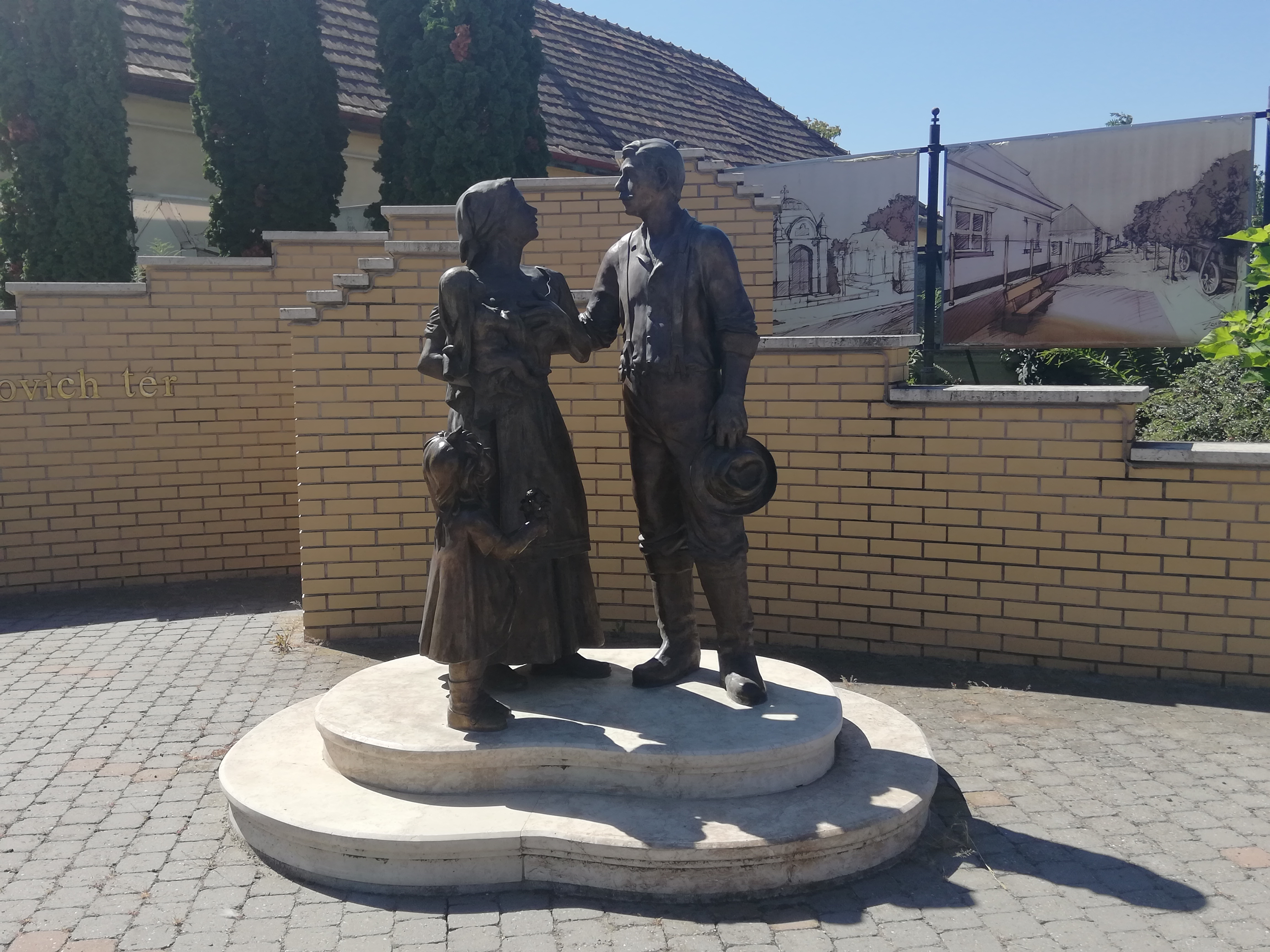
Betelepülési emlékmű a Grassalkovich téren
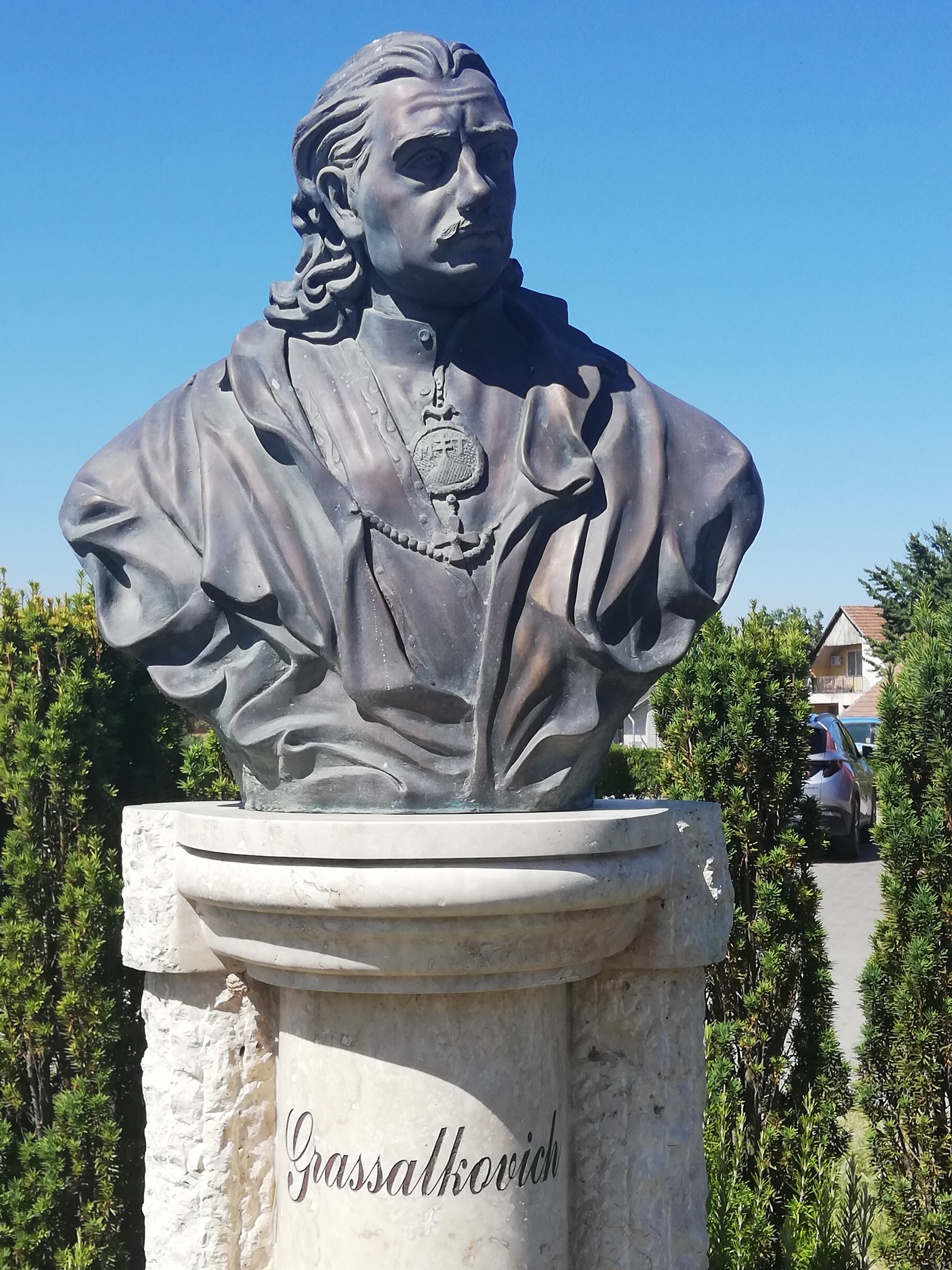
Grassalkovich Antal mellszobra a nevét viselő téren
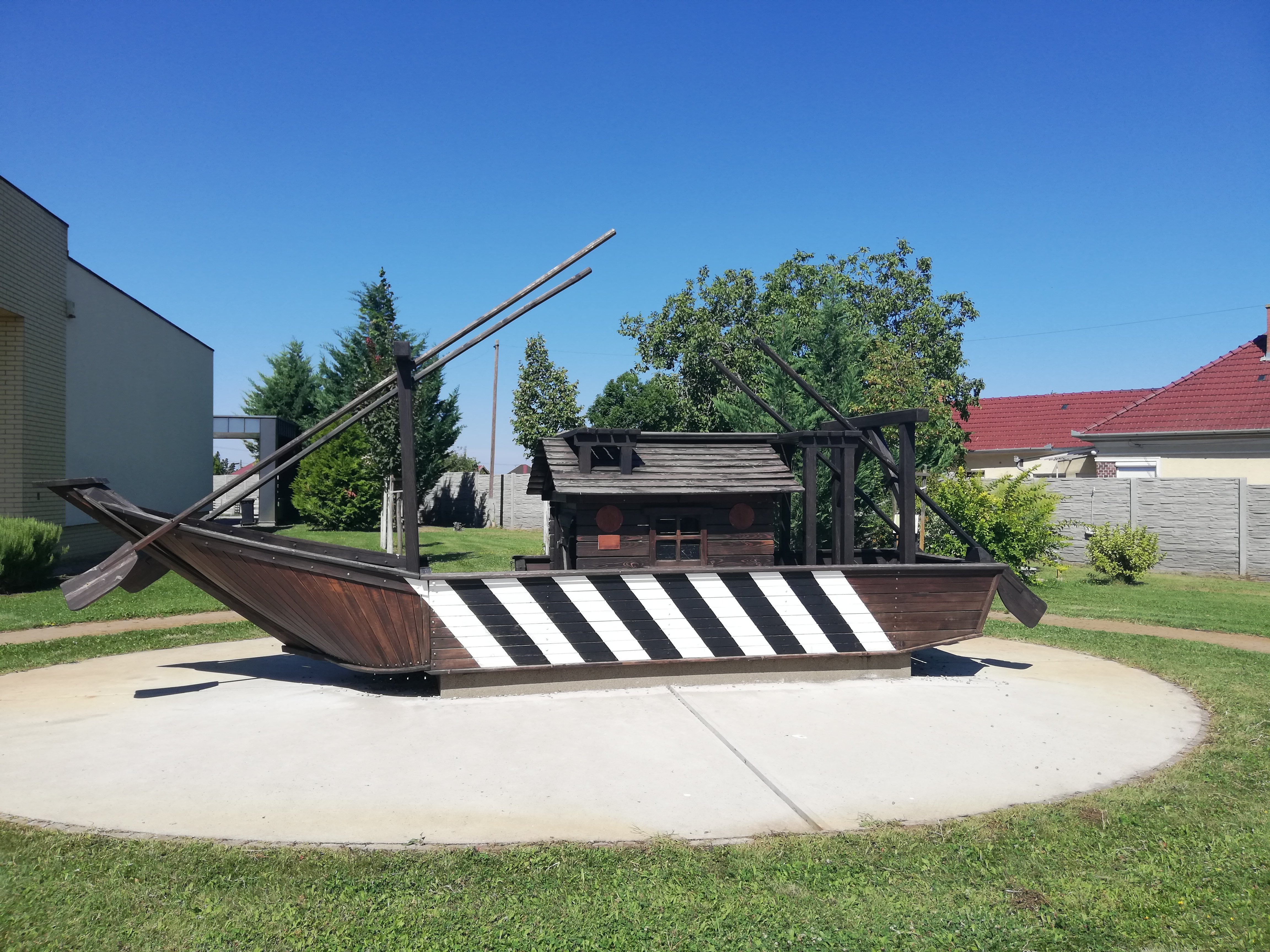
Ulmi skatulya makettje
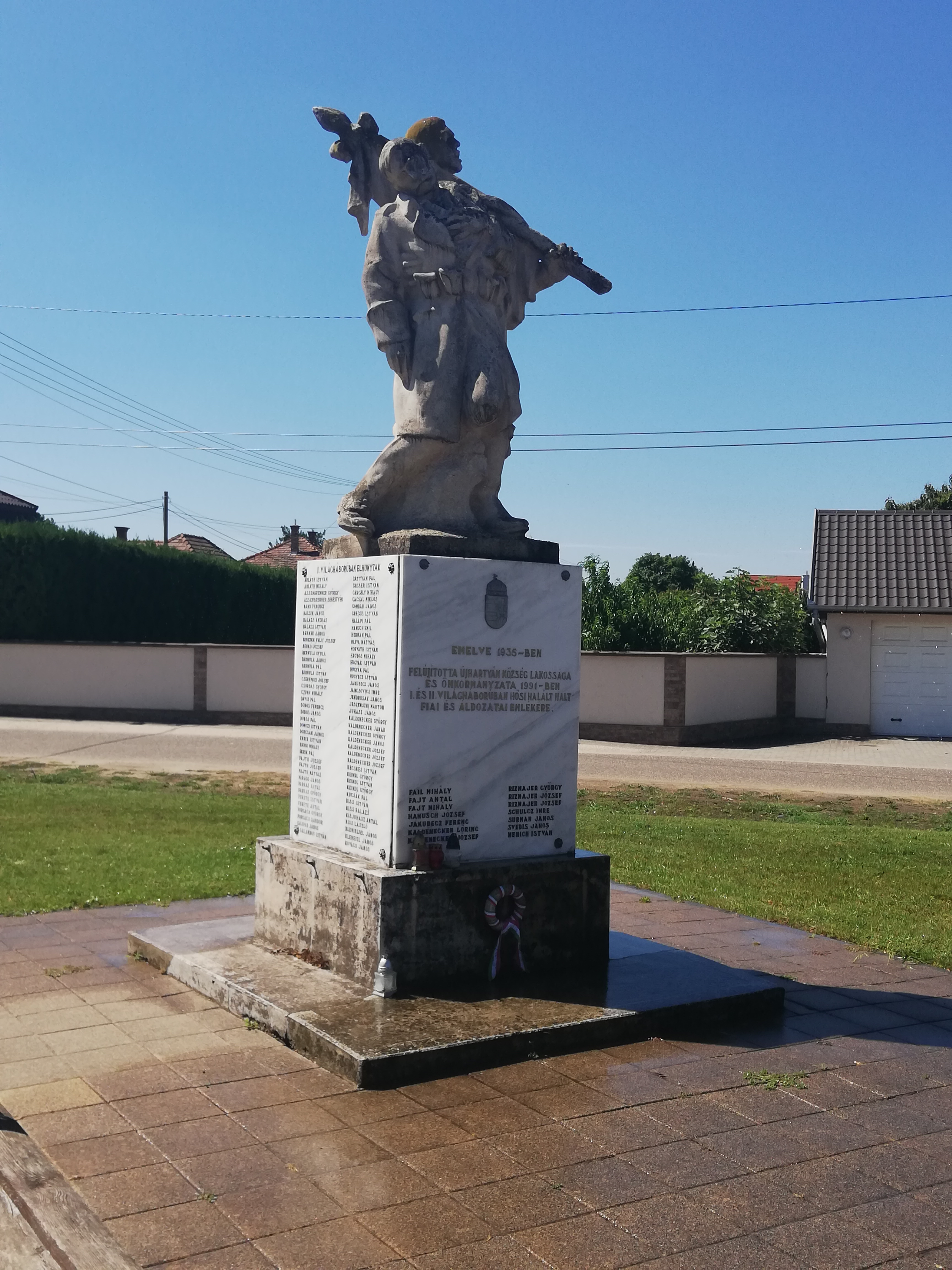
Hősi emlékmű
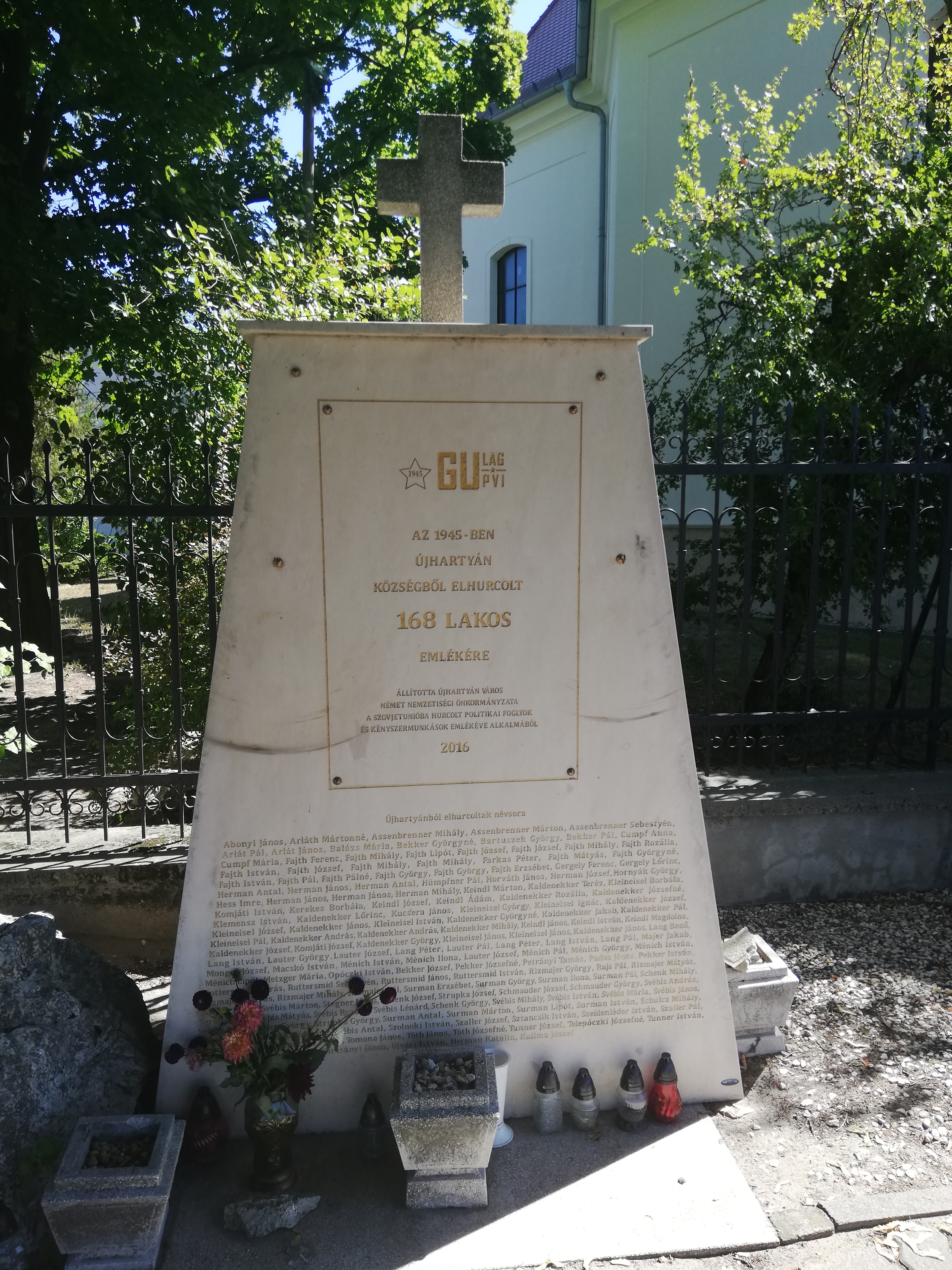
Az elhurcoltak emlékműve
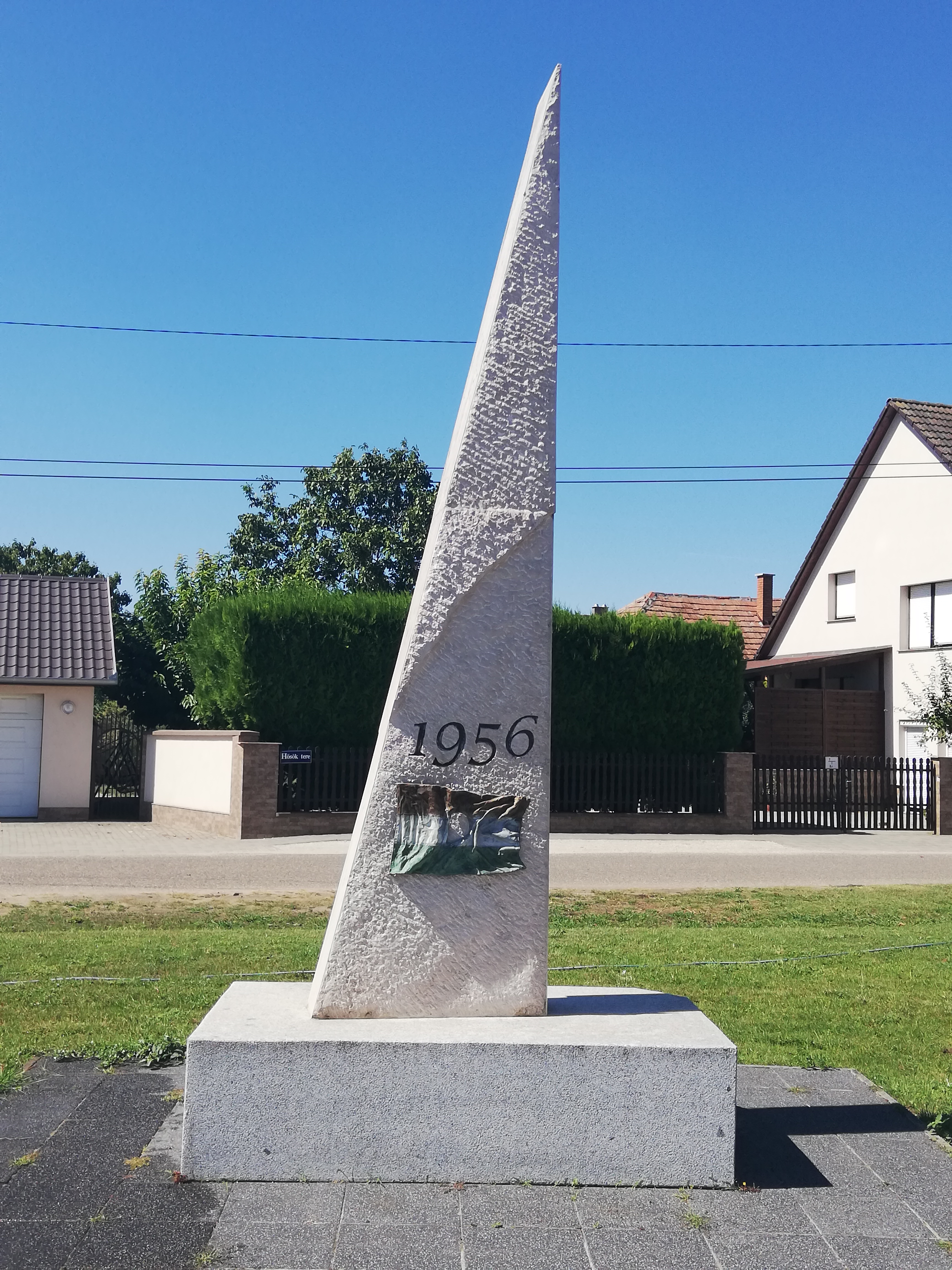
Újhartyán 1956-os emlékműve
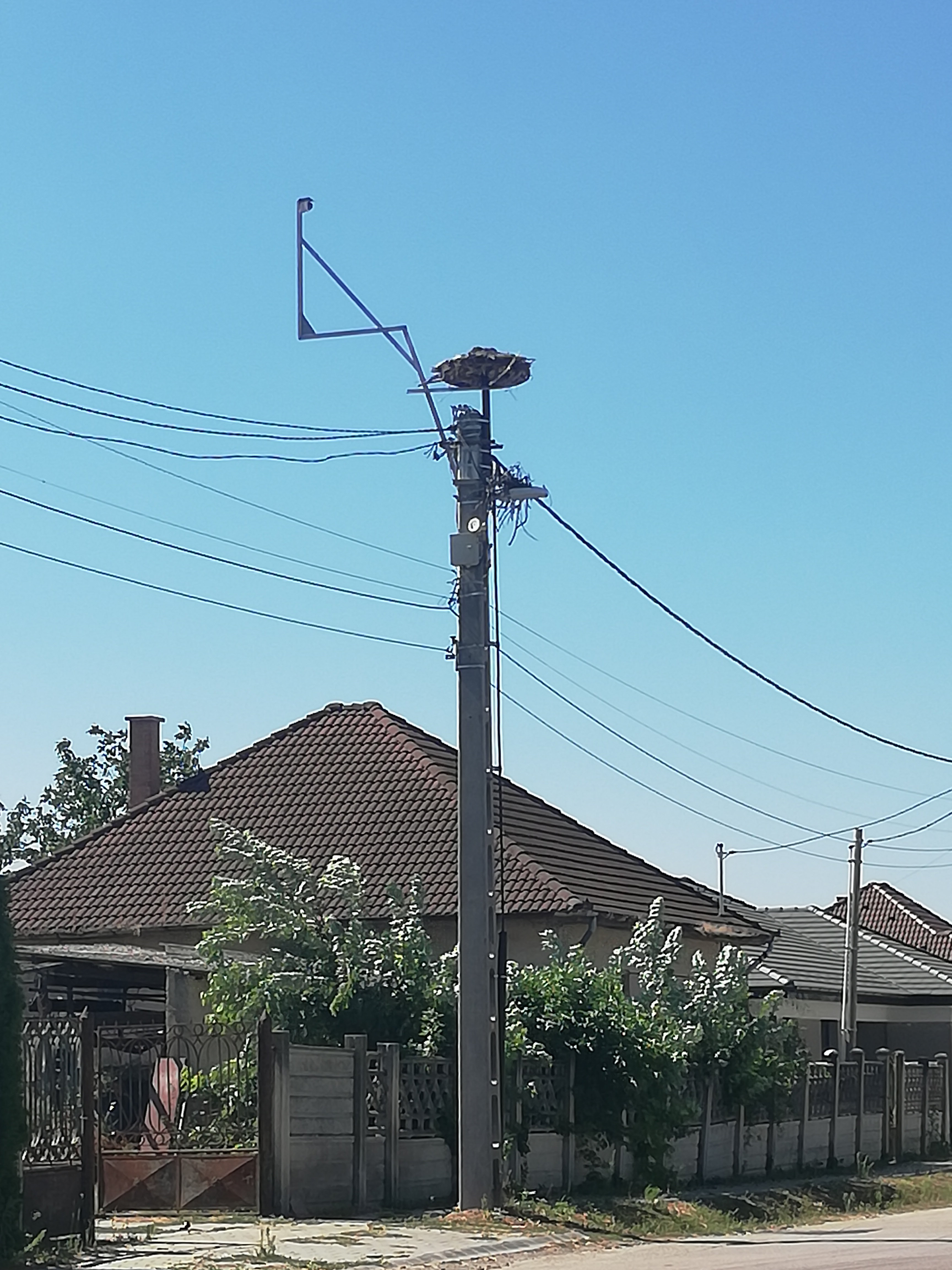
Bekamerázott gólyafészek a Grassalkovich téren